# クラコヴィアク

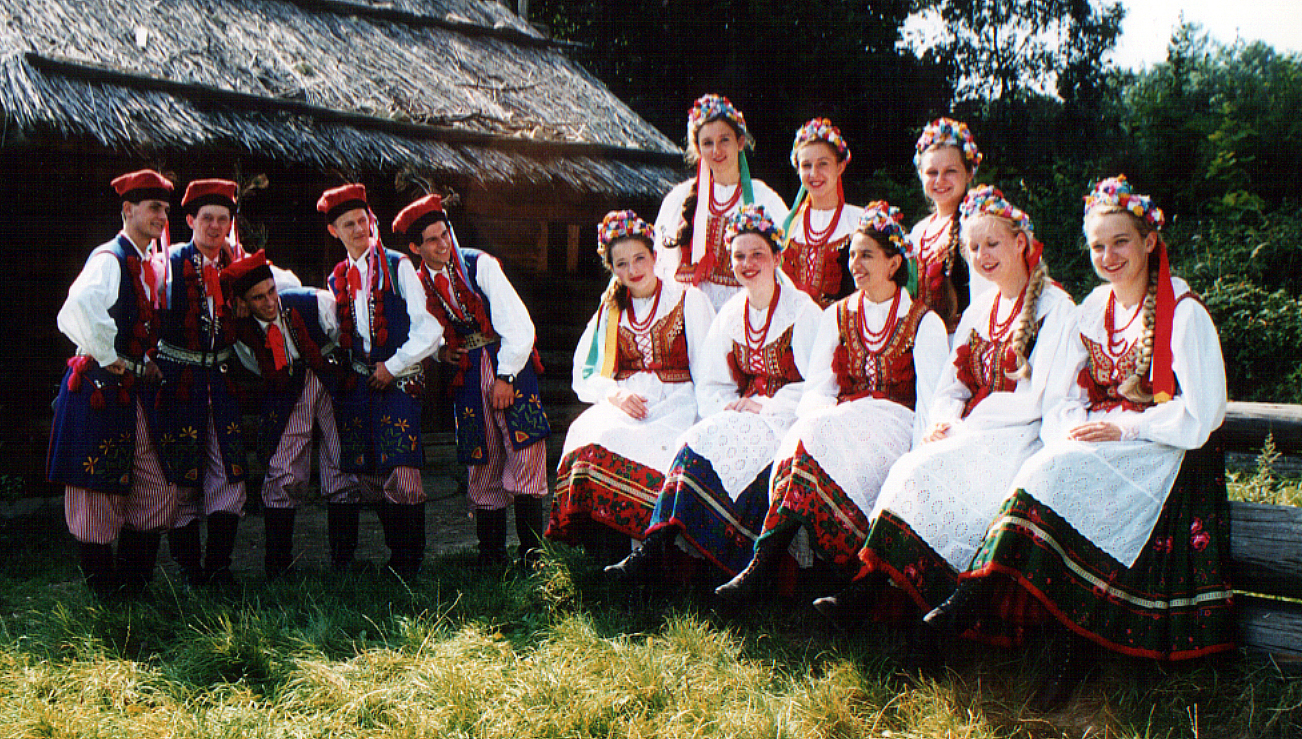
民族衣裳と看做される伝統的な身なりのクラクフの舞踏家たち

クラコヴィアク（ポーランド語: krakowiak）は、クラクフやマウォポルスカ県の民族舞曲で、ポロネーズやマズルカ、オベレクと並んでポーランドの主要な舞曲となっている。日本語では、もう一つの主要なポーランド舞曲のクヤヴィアク（ポーランド語: kujawiak）と混同されて「クヤコヴィアク」と呼ばれることがあるが、クラコヴィアクとクヤヴィアクは由来も性格も異なる、別々の民族舞曲である。
クラコヴィアクは、時に「突き踊り」とも呼ばれる、シンコペーションが特徴的な、急速な2拍子の舞曲である。クライコヴィアクのダンスは、馬の動きを摸倣したステップで知られている。クラクフ圏域では、馬が民間でも軍事でも利用され、非常に愛された動物だったのである。
クラコヴィアクは、ウィーンでは「クラカウアー（ドイツ語: "Krakauer"）」の、パリでは「クラコヴィエンヌ（フランス語: "Cracovienne"）」の名で、舞踏会の人気のあるダンスとなった。これらの地では、ポロネーズやマズルカとともに、絵のように美しい異国の抑圧された民族に同情を寄せるロマン主義者の感覚を先取りするものとなった。19世紀半ばのロシアでも人気が出て、ミハイル・グリンカはクラコヴィアクを歌劇《皇帝に捧げた命》（1836年）の目玉にしている。
クラコヴィアクの最初の出版譜は、フランツィシェク・ミレツキのピアノ曲集『ポーランド人女性に捧げるクラコヴィアク』（1816年，ワルシャワ）である。フレデリック・ショパンは、非常に華麗な演奏会用クラコヴィアク（ピアノと管弦楽のための《クラコヴィアク風ロンド（Rondo á la Krakowiak in F major  ）ヘ長調》作品14）を作曲した。